# Zuid-Scharwoude
Zuid-Scharwoude (West-Fries: Sûd-Skerwou) is een dorp in de gemeente Dijk en Waard, in de Nederlandse provincie Noord-Holland. Het dorp heeft 6.680 inwoners (2023).
In Zuid-Scharwoude stond het voormalige gemeentehuis van de voormalige gemeente Langedijk. 
In het voormalige gemeentehuis zijn nu tijdelijke flex-woningen gevestigd. 
Zuid-Scharwoude maakt deel uit van de dorpenstad Langedijk, die in 1415 stadsrechten kreeg. Zuid-Scharwoude was van 1810 tot 1941 een zelfstandige gemeente.
In de 11e eeuw werden Noord-Scharwoude en Zuid-Scharwoude nog als één plaats genoemd. In 1094 kwam deze voor als Scorlewalth. In de twaalfde eeuw ontstonden twee aparte kernen, waarschijnlijk door de bouw van een tweede kerk. In 1289 komt Zuid-Scharwoude voor als Sudscerwoude en in 1480 Suytscherwoude, later verbasterde dit naar de huidige plaatsnaam. De oorspronkelijke betekenis duidt op een woud/bos dat gelegen was nabij Schoorl.
De dorpen Broek, Zuid- en Noord-Scharwoude hadden als bijnaam het rijk der duizend eilanden; die naam is nu vereeuwigd in de naam van een nieuwbouwwijk. Ten tijde van de varkenspest in de 13e eeuw besloot men om de dieren in quarantaine te stellen. Dit deden de boeren door aparte eilanden te maken. De vruchtbare grond die men overhield bij het maken van de sloten werd gebruikt om het land op te hogen. De verhoging van de vruchtbaarheid was een belangrijke reden om dit eilandenrijk te creëren. Elk eiland heeft een aparte naam.
Na de Tweede Wereldoorlog groeide zowel Zuid-Scharwoude als Noord-Scharwoude flink. Zeker vanaf de begin jaren 70 van de twintigste eeuw, toen er een grote ruilverkaveling plaatsvond. Nadien zijn Zuid-Scharwoude en Noord-Scharwoude samengesmolten. Al kan men nog wel hier en daar zien dat het twee aparte kernen zijn. Ook Broek op Langedijk is samengesmolten met Zuid-Scharwoude.

## Bekende (ex-)inwoners
- Jan Blokhuijsen (1989) schaatser
- Natasza Tardio (1969) auteur